# Woodborough (Wiltshire)
Woodborough – wieś w Anglii, w hrabstwie Wiltshire. Leży 30 km na północ od miasta Salisbury i 121 km na zachód od Londynu.